# ピーター・ツィス
ピーター・ツィス、OBE（Peter Twiss、1921年7月23日 - 2011年8月31日）はイギリスのパイロットである。1956年、フェアリー デルタ2で1811 km/hの速度記録を作った。
第二次世界大戦が始まった後、イギリス海軍航空隊に採用された。はじめカタパルト・シップで運用されたホーカー ハリケーンの乗員を務め、1942年にマルタ島への輸送作戦では807航空隊に属し、フェアリー フルマーを操縦した。その後フューリアスのスーパーマリン シーファイヤに搭乗し、Distinguished Service Crossを受勲した。アルジェとモロッコに対するトーチ作戦に参加した。その後ドイツ上空へのフォード海軍基地からの長距離侵攻飛行に参加した。新型機の飛行試験に参加するようになり、1944年にはアメリカでの試験飛行を行った。
1946年にフェアリーのテスト・パイロットになり、フェアリー プライマー、フェアリー ガネット、フェアリー ファイアフライやFairey Rotodyneなどの試験飛行を行った。1947年にはFirefly IVでLympne Air Racesに参加し、305.93mphの記録で優勝した。2年間に渡ってフェアリー デルタ2の試験飛行を行ない1956年3月10日に1,811 km/hの速度記録を樹立した。
1960年にフェアリー マリーンに加わりクルーザーの開発と販売の責任者となった。映画、『007 ロシアより愛をこめて』に登場したフェアリーのスピードボートの操縦を行った。1969年にはイギリス周回ボートレースにFairey Huntsman 707 Fordsportを駆って参加した。また映画、『ビスマルク号を撃沈せよ!』に登場したフェアリー ソードフィッシュも操縦した。
イギリス自動車クラブ（Royal Automobile Club)から、乗り物の分野で顕著な業績を上げたイギリス人に贈られるシーグレーブ・トロフィーを1956年に受賞した。